# Verbenaceae
Verbenaceae o verbenáceas es una amplia familia de plantas, principalmente tropicales, de árboles, arbustos y hierbas. 

## Características
Flores zigomorfas generalmente hermafroditas, 4-5-meras. Cáliz gamosépalo, acampanado o tubuloso, 4-5 (-8)-dentado, persistente y acrescente en el fruto. Corola gamopétala, infundibuliforme o hipocraterimorfa, con limbo 4-5 (-8)-partido, a veces algo bilabiado. Estambres generalmente 4, didínamo, raramente más o bien reducidos por aborto a 2, insertos en el tubo corolino, todos fértiles o bien 1 estaminoidal; conectivo de las anteras con o sin apéndice glandular. Gineceo súpero, 2-(4-5) carpelar, o 1-carpelar por aborto, 2-4-locular. óvulos 1 por lóculo, anátropos; estilo generalmente terminal, simple; estigma capitado o bífido. 
Fruto esquizocarpo disgregándose en 2-4 mericarpios carnoso, jugoso o delgado y subseco y endocarpio duro, con varias semillas. Hierbas a veces volubles, arbustos o árboles con ramas tetragonales y hojas opuestas y verticiladas, sin estípulas. Inflorescencias diversas. 
Consta de alrededor de 90 géneros y 2000 especies. Muchos miembros de esta familia son  notables por sus cabezas o racimos de flores pequeñas.

## Sinonimia
- Dicrastylidaceae. Archivado el 3 de enero de 2007 en Wayback Machine., Symphoremataceae Archivado el 4 de marzo de 2016 en Wayback Machine.
- Durantaceae, Lantanaceae, Petreaceae

## Géneros
- Aloysia
- Baillonia
- Bouchea
- Casselia
- Chascanum
- Citharexylum
- Coelocarpum
- Dipyrena
- Duranta
- Glandularia
- Hierobotana
- Junellia
- Lampayo
- Lantana
- Lippia
- Mulguraea
- Nashia
- Neosparton
- Parodianthus
- Petrea
- Phyla
- Pitraea
- Plexipus
- Priva
- Recordia
- Rehdera
- Rhaphithamnus
- Salimenaea
- Stachytarpheta
- Tamonea
- Troncosoa
- Verbena
- Verbenoxylum
- Xeroaloysia
- Xolocotzia